# ترسا (الفيوم)
قرية ترسا هي إحدى القرى التابعة لمركز سنورس في محافظة الفيوم في جمهورية مصر العربية. حسب إحصاءات سنة 2006، بلغ إجمالي السكان في ترسا 20571 نسمة، منهم 10513 رجل و10058 امرأة.